# Vršatské predhorie
Vršatské predhorie je geomorfologická část podcelku Vršatské bradla v pohoří Bílé Karpaty.  Rozprostírá se v severovýchodní části pohoří, jihozápadně od Púchova. 

## Polohopis
Území se nachází v severní polovině pohoří Bílé Karpaty a zabírá východní a jihovýchodní část podcelku Vršatské bradla. Má podlouhlý tvar severovýchodní-jihozápadní orientace a leží zde okrajově město Púchov a obce Streženice, Lednické Rovne (část Medné ), Dolná Breznica, Tuchyňa a Pruské. Vršatské predhorie sousedí na severozápadě s geomorfologickými částmi Bílých Karpat, konkrétně na severu jsou to Hladké vrchy (podcelek Kobylináč), na západě následuje Podvršatská brázda a Vysoké Vršatce, patřící do Vršatských bradel. Jižním a jihovýchodním směrem se nachází Považské podolie s podcelkem Bielokarpatské podhorie a Ilavská kotlina  Na okraji Púchova vede údolím Bielej vody hranice s Javorníky a jejich částmi Púchovská vrchovina a Javornická brázda. 
Převážná část Bílých Karpat patří do povodí Váhu a jihovýchodním směrem do řeky Váh směřují i všechny potoky z této oblasti. Nejvýznamnější jsou od jihu Podhradský potok, Tovarský potok a Lednica. Sídla na území Vršatské předhůří jsou všechny přístupné silnicemi III. třídy, odbočujících ze silnice II / 507 ( Púchov - Nemšová ), severovýchodním okrajem vede silnice I / 49 z Púchova na Moravu. Údolím z Púchova vede i důležitá železniční trať. 

## Chráněná území
Tato část pohoří leží mimo chráněné území, malá část na jihozápadním okraji však je součástí Chráněné krajinné oblasti Bílé Karpaty. Ze zvláště chráněných území na jihozápadním okraji leží přírodní památka Babiná a Skalice. 

## Turismus
Východní část Vršatských bradel je turisticky méně navštěvovanou oblastí, výjimku tvoří okrajová jihozápadní bradlová část. Touto částí Bílých Karpat vede  zeleně značený chodník z Pruského do sedla Chotuč a z Lednické Rovne do obce Lednica. Z města Púchov vede  modře značený chodník přes Lednici a Červený Kameň do Vršatského Podhradia. 